# گمینا پوتنگووو
گمینا پوتنگووو (به لهستانی:  Gmina Potęgowo) یک گمینا در لهستان است که در شهرستان سووپسک واقع شده‌است. گمینا پوتنگووو ۲۲۷٫۹۲ کیلومتر مربع مساحت و ۷٬۱۴۷ نفر جمعیت دارد.